# Vřeskovice
Vřeskovice település Csehországban, a Klatovyi járásban. Vřeskovice Lužany, Borovy, Biřkov, Švihov, Červené Poříčí, Ježovy és Roupov településekkel határos. Lakosainak száma 334 fő (2024. január 1.).

## Népesség
A település lakosságának változását az alábbi diagram mutatja:
| Lakosok száma | 540  | 545  | 549  | 436  | 334  | 275  | 303  | 311  | 306  | 334  |
|               | 1869 | 1900 | 1921 | 1961 | 1980 | 2011 | 2016 | 2019 | 2021 | 2024 |

## Galéria

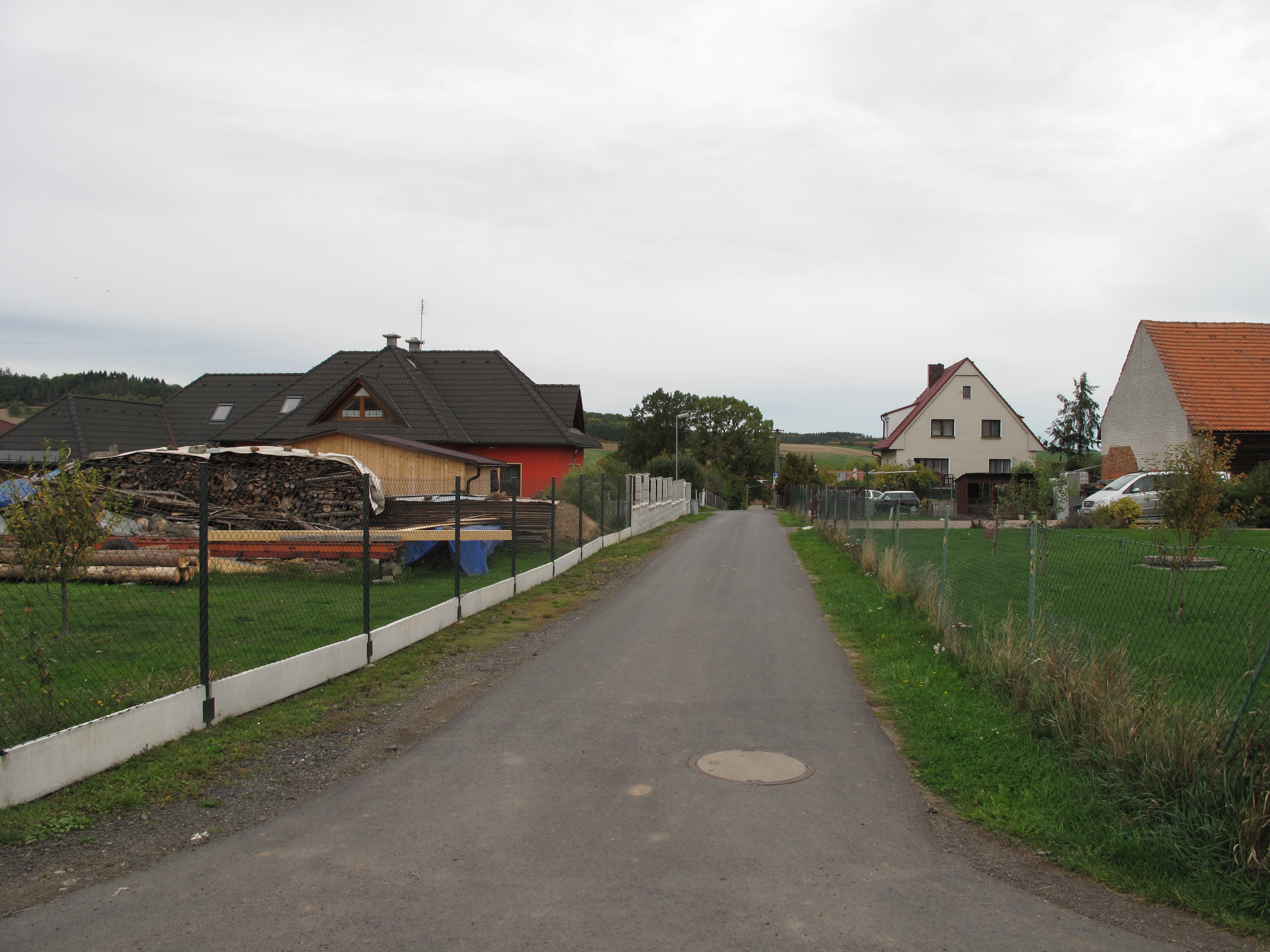
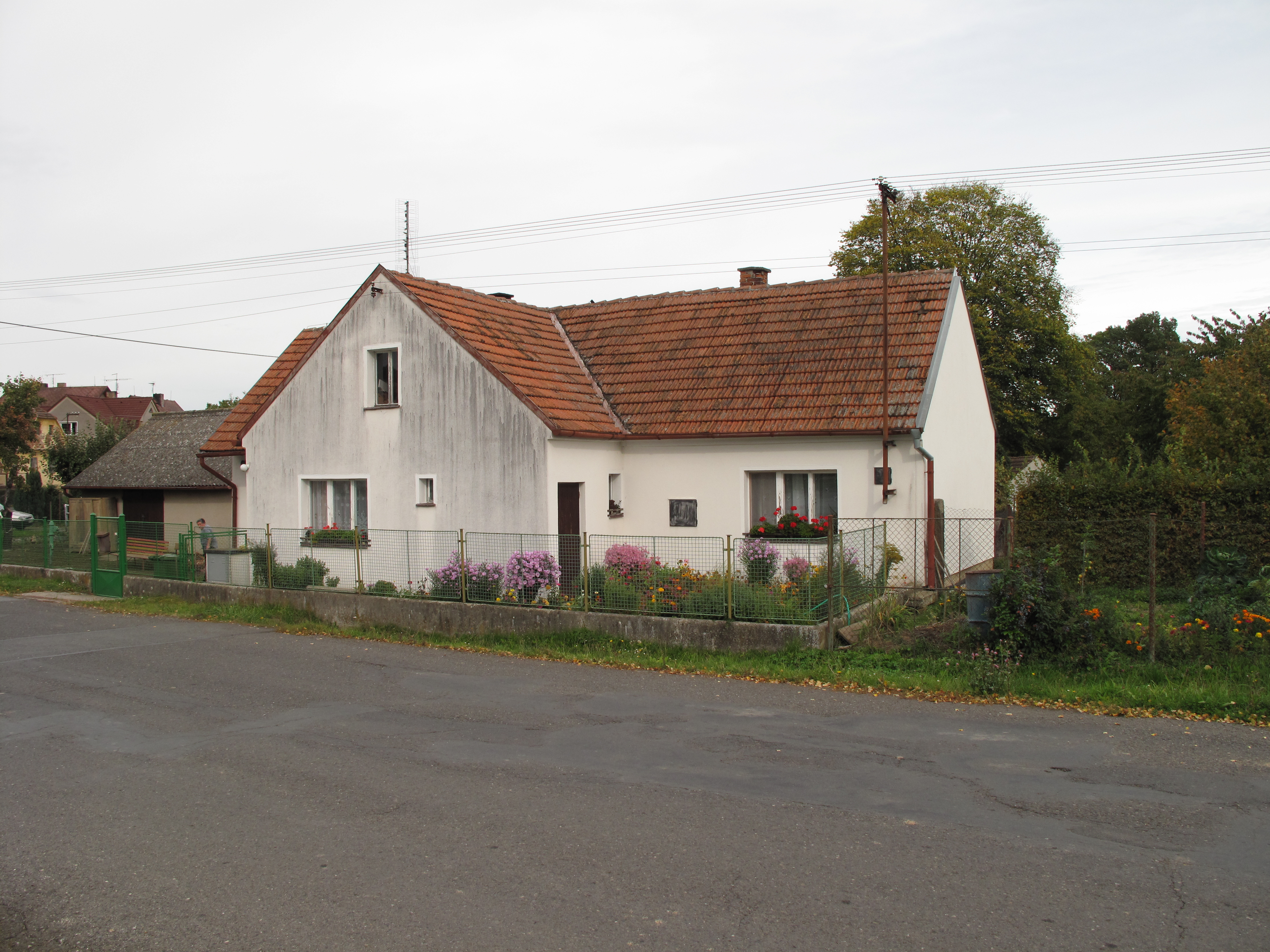
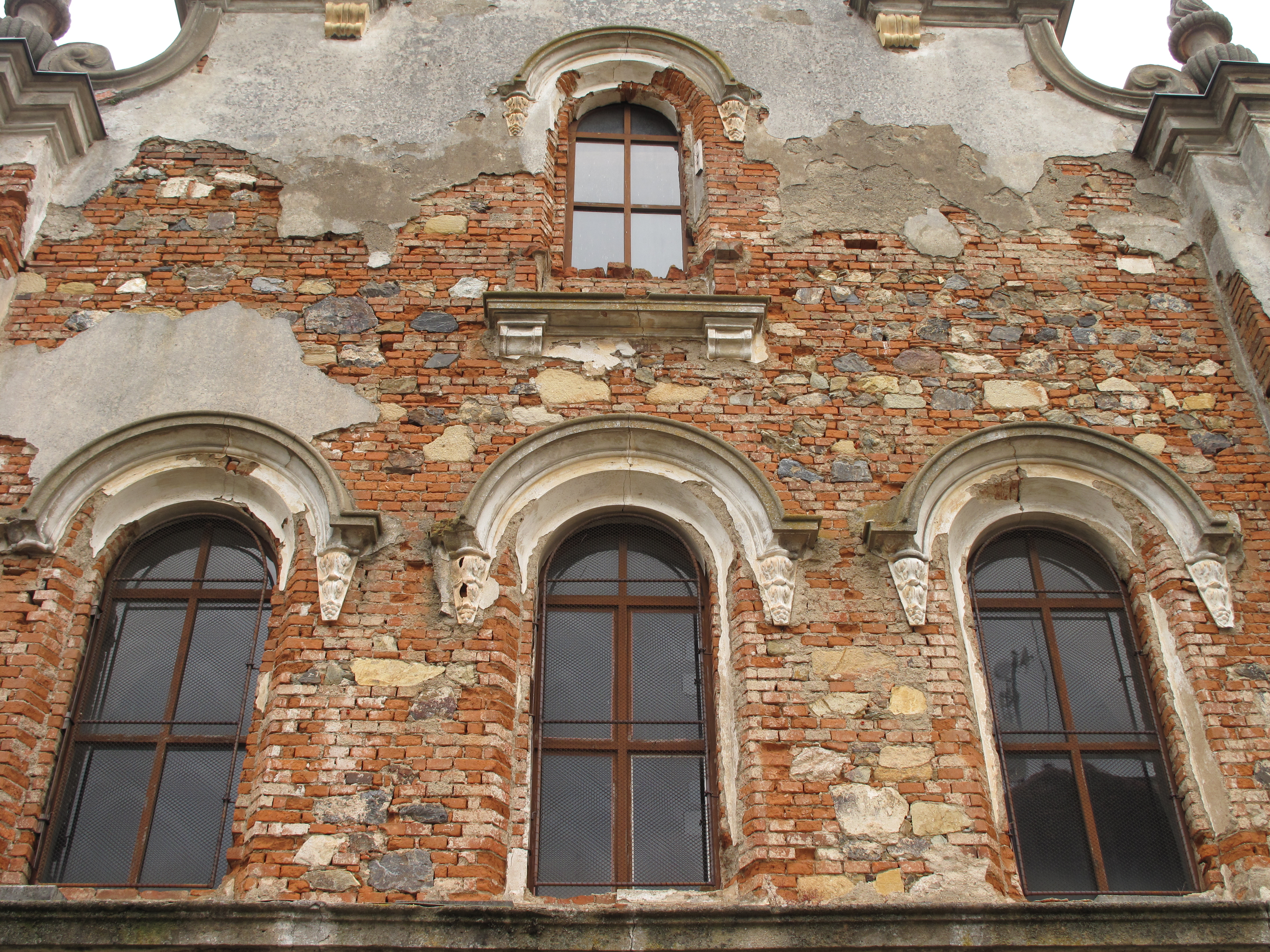